# Englebert Lamistant
 (août 2021).
Englebert Lamistant, né vers 1474 et mort vers 1553, est un échevin belge.

## Biographie
Il est le fils de l'échevin Jean Lamistant et de sa seconde épouse, Agnès delle Motte. Comme son père, il revêt la fonction d'échevin, et ce dans les cours de Notre-Dame, de Jambes et de Namur. 
À une date inconnue, il épouse Jeanne, fille de Jean du Sart et de Jeanne du Pont, avec laquelle il aura un fils qu'il nomme d'après son père : Jean Lamistant. En 1535, sur les bases de l'édifice médiéval, il fait construire l'actuel logis de la seigneurie d'Anhaive afin de répondre aux goûts de son temps.